# Степан, Дерек
Де́рек Ке́ннет Степа́н (англ. Derek Kenneth Stepan; 18 июня 1990, Хейстингс, Миннесота, США) — американский хоккеист, центральный нападающий клуба Национальной хоккейной лиги (НХЛ) «Каролина Харрикейнз».

## Карьера

### Клубная карьера
Во время учёбы в Висконсинском университете в Медисоне Степан играл за студенческую команду «Висконсин Баджерс из Национальной ассоциации студенческого спорта (NCAA)». После первого курса он был выбран на драфте НХЛ 2008 года «Нью-Йорк Рейнджерс» во 2-м раунде под общим 51-м номером. В 2010 году после предсезонного тренировочного лагеря в «Рейнджерс» стало ясно, что Дерек покидает Висконсин. 1 июля 2010 года Степан подписал свой первый профессиональный контракт с «Рейнджерс».
9 октября 2010 года Степан сделал хет-трик в своём первом же матче в НХЛ. Он стал первым игроком «синерубашечников», который сумел сделать это и четвёртым игроком в истории НХЛ, забросившим три шайбы в своей дебютной игре. В январе он принял участие в Матча молодых звёзд НХЛ. В сезоне 2010/11 Степан участвовал во всех матчах, заработав 45 (21+24) очков. Кроме этого, он провел свои первые матчи в плей-офф Кубка Стэнли, но набрать очков не сумел.
В сезоне 2011/12 Степан провёл все 82 матча, в которых заработал 54 (17+34) балла. Вместе с командой Дерек по итогам регулярного сезона выиграл Восточную конференцию. В плей-офф «Рейнджерс» дошли до финала конференции, где в семи матчах уступили «Нью-Джерси Девилз». В этом плей-офф Степан заработал 9 (1+8) очков в 20 матчах.
В сезоне 2012/13 на период локаута Степан выступал в клубе СМ-Лиги «КалПа».
Летом 2015 года подписал новый 6-летний контракт с «Нью-Йорк Рейнджерс» на $ 39 млн. После 7 сезонов в составе нью-йоркского клуба был обменян вместе с Антти Раантой в «Аризону Койотис» на Энтони Деанжело и 7 выбор на драфте 2017 года (Лиас Андерссон).
В сезоне 2017/18 стал вторым бомбардиром команды после Клейтона Келлера, но команда в плей-офф не вышла.

### Международная карьера
На молодёжном чемпионата мира 2010 Степан был капитаном сборной США. Американцы завоевали золотые медали в финале обыграв сборную Канады — 6:5 ОТ. В семи матчах чемпионата Дерек заработал 14 (4+10) очков, что позволило ему стать лучшим ассистентом и бомбардиром турнира. Он также вошёл в символическую сборную чемпионата.
За основную сборную Степан выступал на чемпионате мира 2011. Команда заняла лишь 8 место, уступив в четвертьфинале сборной Чехии — 0:4. Дерек набрал на турнире 7 (2+5) очков в 7 матчах.

## Семья
Отец Дерека, Брэд, также был хоккеистом. На драфте НХЛ 1985 года он был выбран «Нью-Йорк Рейнджерс» под 91-м номером.

## Статистика
| Легенда | Легенда                    | Легенда | Легенда                   | Легенда | Легенда    |
| ------- | -------------------------- | ------- | ------------------------- | ------- | ---------- |
| И       | Количество проведённых игр | Штр     | Штрафное время            | +/−     | Плюс-минус |
| Г       | Голы                       | П       | Голевые передачи          | О       | Очки       |
| -       | Статистика неизвестна      | —       | Статистика не учитывалась |         |            |

## Достижения
| Год  | Команда    | Достижение                             | Достижение |
| ---- | ---------- | -------------------------------------- | ---------- |
| 2010 | США (мол.) | Победитель молодёжного чемпионата мира |            |

| Год  | Команда            | Достижение                                                 | Достижение |
| ---- | ------------------ | ---------------------------------------------------------- | ---------- |
| 2010 | США (мол.)         | Лучший ассистент молодёжного чемпионата мира               |            |
| 2010 | США (мол.)         | Лучший бомбардир молодёжного чемпионата мира               |            |
| 2010 | США (мол.)         | Попадание в Сборную всех звёзд молодёжного чемпионата мира |            |
| 2011 | Нью-Йорк Рейнджерс | Участник Матча молодых звёзд НХЛ                           |            |

## Рекорды

### НХЛ
- Наибольшее количество голов в своей первой игре в НХЛ — 3 (9 октября 2010) (совместно с Алексом Смартом (14 января 1943), Реалем Клотье (10 октября 1979) и Фабианом Бруннстрёмом (16 октября 2008))